# Patologia molecular
A patologia molecular é uma disciplina emergente dentro da patologia dedicada ao estudo e diagnóstico de doenças através do exame de moléculas em órgãos, tecidos ou fluidos corporais. A patologia molecular mescla alguns aspectos da prática com a patologia anatômica e clínica, biologia molecular, bioquímica, proteômica e genética, e por algumas vezes é considerada uma disciplina "cruzada". Possui natureza multidisciplinar e é voltada principalmente para os aspectos submicroscópicos da doença. É importante se levar em consideração que um diagnóstico mais preciso é possível quando o diagnóstico possui base em alterações morfológicas nos tecidos (patologia anatômica tradicional) e em testes moleculares.
É uma disciplina científica que dá ênfase ao desenvolvimento de abordagens moleculares e genéticas para diagnosticar e classificar doenças humanas, conceber e validar biomarcadores preditivos para responder ao tratamento e progressão da doença, dar susceptibilidade para indivíduos de constituição genética diferente desenvolverem doenças.
A patologia molecular é bastante usada para diagnosticar o câncer e doenças infecciosas. As técnicas são amplas, porém incluem quantitativa da reação em cadeia da polimerase (qPCR), PCR multiplex, microarrays de ADN, hibridação in situ, na sequenciação de ARN in situ, sequenciação de ADN, anticorpo baseado em imunofluorescência ensaios de tecidos, perfil molecular de agentes patogénicos, e análise de genes bacterianos para resistência antimicrobiana.
A integração da "patologia molecular" com a "epidemiologia" levou a um campo interdisciplinar, chamado de "epidemiologia patológica molecular" (MPE), que representa a biologia molecular integrativa e a ciência da saúde populacional.